# Djurgårdens IF herrfotboll 1954/1955
Djurgårdens IF Fotboll tog säsongen 1954/55 sitt femte SM-guld efter att ha vunnit Allsvenskan. SM-guldet belönades med en plats i Europacupen i fotboll där Djurgården vann första omgången och nådde kvartsfinal där de förlorade mot skotska laget Hibernian FC.
De två derbymatcherna mot AIK blev Allsvenskans två mest publikdragande matcher med cirka 40 000 åskådare per möte.

## Mästartrupp
Tränare: Frank Soo.
Spelare: John Eriksson, Gösta Sandberg, Birger Eklund, Hans Tvilling, Bernt Andersson, Bo Finnhammar, Karl-Erik Andersson, Hans Mild, Sigvard Parling, Arne Arvidsson, Åke Olsson, Ingvar Pettersson, Arne Larsson, Rune Othberg, Birger Stenman, Stig Gustafsson, Berndt Brick, Torsten Lindberg.

## Matcher

### Allsvenskan
Allsvenskan spelades enligt höst/vår-säsong med 12 lag där varje lag hade dubbelmöten med de 11 övriga lagen vilket summerar antalet omgångar till 22. Djurgården gick obesegrade i de 15 första omgångarna med 12 segrar och 3 oavgjorda matcher. Därefter kom en brakförlust hemma med 0–6 mot Helsingborgs IF den 8 maj 1955, vilket var den första av säsongens tre allsvenska förluster. Tack vare 5-1-vinsten i premiären höll man serieledningen genom samtliga 22 omgångar.
Tabellrad: 22 14 5 3 53-27 (+26) 33p
| Omgång | Datum                    | Motståndare     | H/B | Resultat | Målskyttar                                                                                | Publik | Arena            | Position |
| ------ | ------------------------ | --------------- | --- | -------- | ----------------------------------------------------------------------------------------- | ------ | ---------------- | -------- |
| 1      | Söndag 1 augusti 1954    | Halmstads BK    | H   | 5–1      | Eriksson (4) 8', 27', 37' 84', Tvilling 40'                                               | 17 769 | Råsunda          | 1        |
| 2      | Söndag 8 augusti 1954    | GAIS            | B   | 5–1      | Eriksson (2) 20', 72, Sandberg 37', Eklund 51', K-E Andersson (straff) 61', Jakobsson 81' | 20 143 | Gamla Ullevi     | 1        |
| 3      | Torsdag 12 augusti 1954  | AIK             | B   | 1–0      | Eklund 67'                                                                                | 40 458 | Råsunda          | 1        |
| 4      | Söndag 22 augusti 1954   | Degerfors IF    | H   | 6–2      | Sandberg (2) 10, 27', Eriksson (2) 59, 83', Tvilling 31', K-E Andersson 74'               | 12 639 | Råsunda          | 1        |
| 5      | Söndag 29 augusti 1954   | IFK Norrköping  | B   | 1–1      | Eriksson 53'                                                                              | 12 025 | Idrottsparken    | 1        |
| 6      | Söndag 5 september 1954  | Malmö FF        | H   | 2–0      | Sandberg 13', Eriksson 53'                                                                | 17 021 | Råsunda          | 1        |
| 16     | Söndag 12 september 1954 | IFK Göteborg    | B   | 2–0      | Eriksson 9', Sandberg 32                                                                  | 17 406 | Gamla Ullevi     | 1        |
| 7      | Lördag 25 september 1954 | Sandvikens IF   | H   | 4–0      | Eriksson (2) 52', 85', Sandberg 1', Eklund 14'                                            | 5 754  | Råsunda          | 1        |
| 8      | Söndag 3 oktober 1954    | Helsingborgs IF | B   | 2–2      | Eriksson 59', Eklund 62'                                                                  | 13 685 | Olympia          | 1        |
| 9      | Söndag 17 oktober 1954   | Hammarby IF     | H   | 2–1      | Sandberg 1', B Andersson 6'                                                               | 28 100 | Råsunda          | 1        |
| 10     | Söndag 24 oktober 1954   | Kalmar FF       | B   | 3–2      | Eriksson (2) 2', 16', Sandberg 4'                                                         | 12 252 | Fredriksskans IP | 1        |
| 11     | Lördag 6 november 1954   | Kalmar FF       | H   | 2–1      | Sandberg (2) 84', 90'                                                                     | 11 450 | Råsunda          | 1        |
| 12     | Söndag 24 april 1955     | IFK Göteborg    | H   | 2–2      | Eriksson 61', Eklund 65'                                                                  | 15 751 | Råsunda          | 1        |
| 13     | Torsdag 28 april 1955    | Hammarby IF     | B   | 3–2      | Sandberg 51', Tvilling 60', Eriksson 88'                                                  | 14 978 | Råsunda          | 1        |
| 14     | Söndag 1 maj 1955        | Sandvikens IF   | B   | 6–0      | B Andersson (2) 31', 77', Eriksson 5', Sandberg 32', Tvilling 52', Eklund 63'             | 5 136  | Jernvallen       | 1        |
| 15     | Söndag 8 maj 1955        | Helsingborgs IF | H   | 0–6      |                                                                                           | 18 259 | Råsunda          | 1        |
| 17     | Söndag 15 maj 1955       | Malmö FF        | B   | 1–1      | B Andersson 61'                                                                           | 18 655 | Malmö IP         | 1        |
| 18     | Torsdag 19 maj 1955      | IFK Norrköping  | H   | 4–2      | Eklund (straff) 14', Tvilling 29', Sandberg 57', Mild 74'                                 | 22 524 | Råsunda          | 1        |
| 19     | Söndag 22 maj 1955       | Degerfors IF    | B   | 0–1      |                                                                                           | 10 453 | Stora Valla      | 1        |
| 20     | Söndag 26 maj 1955       | AIK             | H   | 0–2      |                                                                                           | 39 696 | Råsunda          | 1        |
| 21     | Söndag 5 juni 1955       | GAIS            | H   | 2–0      | Finnhammar (2) 6', 21'                                                                    | 20 145 | Råsunda          | 1        |
| 22     | Fredag 10 juni 1955      | Halmstads BK    | B   | 0–0      |                                                                                           | 19 380 | Örjans Vall      | 1        |

## Statistik
| Spelare             | Allsvenskan | Allsvenskan |
| Spelare             | Matcher     | Mål         |
| ------------------- | ----------- | ----------- |
| John Eriksson       | 17          | 19          |
| Gösta Sandberg      | 22          | 13          |
| Birger Eklund       | 22          | 7           |
| Hans Tvilling       | 19          | 5           |
| Bernt Andersson     | 18          | 4           |
| Bo Finnhammar       | 6           | 2           |
| Karl-Erik Andersson | 22          | 2           |
| Hans Mild           | 3           | 1           |
| Sigvard Parling     | 22          | 0           |
| Arne Arvidsson      | 21          | 0           |
| Åke Olsson          | 21          | 0           |
| Ingvar Pettersson   | 16          | 0           |
| Arne Larsson        | 12          | 0           |
| Rune Othberg        | 10          | 0           |
| Birger Stenman      | 4           | 0           |
| Stig Gustafsson     | 3           | 0           |
| Berndt Brick        | 2           | 0           |
| Torsten Lindberg    | 1           | 0           |